# Tove (sculpteur)
Tove ou Tófi est un sculpteur danois, actif en Scanie dans la seconde moitié du XIIe siècle. 
Tove a notamment créé et signé les fonts baptismaux de l'église de Gumlösa (sv) avec l'inscription TOVE GIERHI (« Tove m'a fait »). Il a également créé les fonts baptismaux de l'église de Lyngsjö (en) et de l'église de Bjäresjö (en).